# Meteorium filiforme
Meteorium filiforme är en bladmossart som beskrevs av Noguchi 1986. Meteorium filiforme ingår i släktet Meteorium och familjen Meteoriaceae. Inga underarter finns listade i Catalogue of Life.